# Mecaphesa celer punctata
Mecaphesa celer là một phân loài nhện trong họ Thomisidae.
Loài này thuộc chi Mecaphesa. Mecaphesa celer punctata được Pelegrin Franganillo-Balboa miêu tả năm 1926.